# Erin Cardillo
Erin Samantha Cardillo (ur. 17 lutego 1977 w White Plains, Nowy Jork) – amerykańska aktorka, występowała w roli drugoplanowej Emmy Tutweiller w serialu komediowym Suite Life: Nie ma to jak statek, produkcji Disneya. W Stanach Zjednoczonych znana też z serialu Passions jako Esme Vanderheusen.